# 嶋野三郎
嶋野三郎（島野三郎、しまの さぶろう、1893年 - 1982年1月24日）は、日本のロシア研究家・アナリスト。石川県出身。

## 人物
1911年、金沢第一中学校を卒業。石川県の県費留学生として選抜され、日露貿易のために必要なロシア語を習得するため、ウラジオストクで語学研修を行う。この時、一緒に留学生に選抜されたのが宮崎正義（石原莞爾のブレーンとなる）である。
1914年、南満洲鉄道株式会社の社費留学生となり、モスクワの大学を経て、1916年にペテルブルク大学に入学。哲学・ロシア史を学ぶ。1917年、ロシア2月革命に遭遇し、7月に帰国。
その年、南満洲鉄道株式会社に入社し、東京支社東亜経済調査局（後に調査部）に所属する。ここで、ロシア滞在中から準備をしていた『露和辞典』の編纂を進め、苦心の末、1928年に刊行した。南満洲鉄道の同僚であった大川周明とともに国家主義運動に関係し、老壮会・猶存社・行地社に参加、その頃にはシマノフというあだ名を付けられる。猶存社で知り合った北一輝とは、二・二六事件で北が刑死するまで親交が続いた。
ニコライ・トルベツコイら、「ユーラシア主義者」と呼ばれるロシアの文学者・哲学者の著作を次々に翻訳した。また、クルバンガリーら、在日イスラム教徒の活動を支援し続けた。
1940年、華北交通会社へ入社。戦後は、東京ニコライ学院、自衛隊調査学校、関東管区警察学校の講師などを務めた。墓所は高尾霊園。

## 主要著書・訳書・訳述書
単行本
- 黒龍江航運ニ関スル調査（南満州鉄道総務部、1918年）[1]
- コンスタンチーン・スタニコーヴィチ（ロシア語版、英語版）『天才と或女の結婚』
- ドミートリイ・グリゴローヴィチ（ロシア語版、英語版）『孤児アクリナ』
- 西欧文明と人類の将来
- 露和辞典　（他に、「露語文典」を始め、露西亜語文法書、学習書多数あり。書名を略す。）
- 経済哲学
- 所有と社会主義
- 露西亜諸民族の研究
- 社会理想の法理学的研究
- ソウェート国家論
- 歴史に於ける美学的原理
- ソ連鉄道従業員と国防訓練
- 社会理想の研究
- 成吉思汗伝（序文のみ）
- ソ連最近の情勢
- ボリシエイズムの害毒
- ソ連は偽社会主義の国家である
- ソ連新憲法に関する研究
- 民族に関する考察
- 共産主義と我等の世界観
- 共同事業の哲学（序文のみ）
- ポーツマス講和会議日誌
- 信仰に就て
- 祖国及び祖国愛
- 民族主義に就て
- ロシヤ人及びロシヤ国家
- 有神論と無神論
- 世界観としての唯物論
- 道義的理想と現実
- マルクス主義に対する批判
- 基督教研究
- 革命夜話
- マルクス主義の運命
- 雪の征服者
- 哲学概論
- この目で見たロシヤ革命
- 永遠に転変する世界
- 嶋野三郎
- 西欧と人類
- ユーラシヤ主義宣言（ユーラシア主義宣言）
- 基督教より観たる社会問題
- 社会哲学

叢書・著作集・集成
- 日本文化宣揚会叢書
- 世界観としての唯物論
- 民族主義に就て
- 有神論と無神論
- 道義的理想と現実
- 信仰に就て
- 祖国及び祖国愛
- ロシヤ人及びロシヤ国家
- 民族に関する考察
- 共産主義と我等の世界観
- マルクス主義に対する批判

- 嶋野三郎著作集
- 日満共福主義　民族協和の思想
- ロシヤ人及びロシヤ国家
- 改稿・マルクス主義に対する批判
- 道徳的理想と現実、祖国及び祖国愛

- フレンボイル叢書
- 成吉思汗傳
- 西欧文明と人類の将来
- 哲学概論
- 永遠に転変する世界
- 所有と社会主義

- 理想日本掲載原稿集成
- ロシヤ人及びロシヤ国家
- 唯物論研究
- 三人の会話
- 世界観としての唯物論
- 共産主義と我等の世界観
- 信仰に就て
- 民族に関する考察
- 民族主義に就て
- 永遠者への道
- 祖国及び祖国愛
- 道義的理想と現実
- 有神論と無神論
- 国家論
- 権力論
- 民主政治論
- マルクス主義に対する批判
- 基督教研究
- 哲学概論
- 大東亜建設の基礎
- 宗教と科学
- 西欧文化の危機
- 西欧文化論、自然と文化
- 文化に関する考察、日本文化宣揚会設立趣意 他
- 疑惑の危機
- 国家と法律、科学と道徳 他
- 婦人解放の根本問題
- 手帳の中から
- 神的日本と無神的欧米 他